# Sixième circonscription de la préfecture de Kyoto
La sixième circonscription de la préfecture de Kyoto (京都府第6区, Kyōto-fu dai-roku-ku) est l'une des six circonscriptions législatives que compte la préfecture de Kyoto au Japon.

## Description géographique
Entre 1994 et 2002, la sixième circonscription de la préfecture de Kyoto regroupait les villes d'Uji, Jōyō et Yawata et les districts de Kuse, Tsuzuki et Sōraku.
Entre 2002 et 2013, elle réunissait les villes d'Uji, Jōyō, Yawata et Kyōtanabe et les districts de Kuse, Tsuzuki et Sōraku.
Depuis 2013, elle comprend les villes d'Uji, Jōyō, Yawata, Kyōtanabe et Kizugawa et les districts de Kuse, Tsuzuki et Sōraku,.

## Députés
| Législature | Début de mandat | Fin de mandat | Député élu            | Parti politique | Parti politique |
| ----------- | --------------- | ------------- | --------------------- | --------------- | --------------- |
| 41e         | 1996            | 2000          | Kazuya Tamaki (ja)    |                 | Shinshintō      |
| 42e         | 2000            | 2003          | Yoshiaki Hishida (ja) |                 | PLD             |
| 43e         | 2003            | 2005          | Kazunori Yamanoi (ja) |                 | PDJ             |
| 44e         | 2005            | 2009          | Kazunori Yamanoi (ja) |                 | PDJ             |
| 45e         | 2009            | 2012          | Kazunori Yamanoi (ja) |                 | PDJ             |
| 46e         | 2012            | 2014          | Kazunori Yamanoi (ja) |                 | PDJ             |
| 47e         | 2014            | 2017          | Kazunori Yamanoi (ja) |                 | PDJ             |
| 48e         | 2017            | 2021          | Hiroshi Andō (ja)     |                 | PLD             |
| 49e         | 2021            | 2024          | Kazunori Yamanoi      |                 | PDC             |
| 50e         | 2024            | -             | Kazunori Yamanoi      |                 | PDC             |